# Чесуча

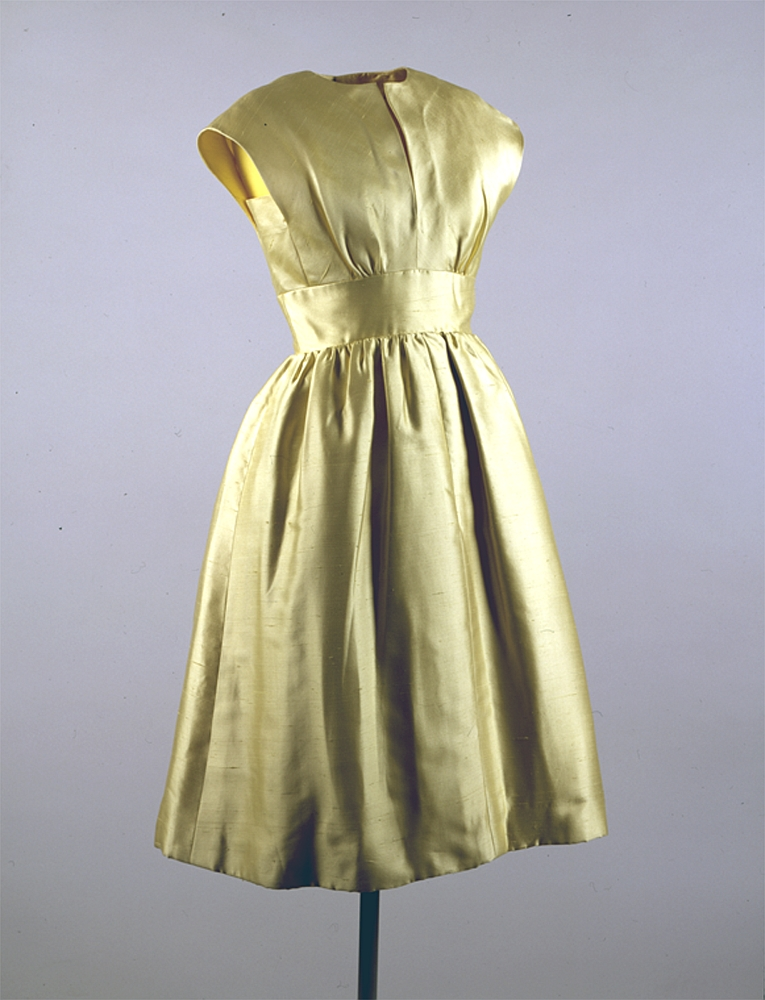
Платье Жаклин Кеннеди из бледно-жёлтой чесучи. 1962

Чесуча́, чесунча́, чечунча́ (от кит. трад. 柞絲綢, упр. 柞丝绸 , «шёлк-сырец») — плотная шёлковая ткань полотняного переплетения. Отличается чрезвычайно высокой носкостью благодаря предельной плотности нитей по основе и по утку. Чесучу вырабатывали из кручёных нитей натурального шёлка особого сорта — туссора, дикого дубового или тутового шелкопряда, имеющих неравномерную толщину и множество дефектов в виде налётов, шишечек и узелков, за счёт чего ткань приобретает шероховатую фактуру поверхности. Отделка чесучи производилась в готовой ткани вывариванием. В зависимости от качества исходного сырья чесуча приобретала цвет от золотистого до коричневого.
Из чесучи шили летние дамские и мужские костюмы, считавшиеся предметами роскоши, праздничные мужские рубашки, женские нижние юбки и занавески. В XIX веке произведённая в России чесуча в больших количествах отправлялась на экспорт. В Европе происхождение чесучи связывали с Индией, откуда она поступала через Великобританию. В СССР производили имитацию шёлковой чесучи из хлопчатобумажной кардной пряжи мелкоузорчатым жаккардовым переплетением для пошива блузок и мужских сорочек.